# The Spy Next Door
The Spy Next Door är en dramakomedi från 2010 som handlar om superspionen Bob. 

## Handling
Bob ska göra ett sista uppdrag innan han kan pensionera sig och slå sig ner med sin granne. Hans enda problem är att grannens barn avskyr honom och när grannen hastigt måste ta ett flyg till sjukhuset där hennes pappa ligger, passar Bob på att erbjuda sig att ta hand om de 3 ungarna, vilket var lättare sagt än gjort. Trots pensionen vill Bobs gamla kollega ha hjälp med en kodad fil, vilken tillhör en enormt farlig liga som nu vill ha den tillbaka.

### Rollista
- Jackie Chan - Bob Ho
- Amber Valletta - Gillian
- Madeline Carroll - Farren
- Will Shadley - Ian
- Alina Foley - Nora
- Magnús Scheving - Anton Poldark
- Billy Ray Cyrus - Colton James
- George Lopez - Glaze
- Lucas Till - Larry
- Katherine Boecher - Tatiana Creel
- Jeff Chase - Russian Thug